# 新ヘーゲル主義
新ヘーゲル主義（しんヘーゲルしゅぎ、独: Neuhegelianismus、英: neo-hegelianism）は、19世紀末から20世紀前半にかけてドイツ観念論の哲学者ヘーゲルの哲学を見直し、復興させようとした一連の運動の総称である。関係した人物の観点から新ヘーゲル学派 (Neuhegelianer) ともいう。この運動は、新カント派の運動が盛んになるにつれ、認識論の方法が再検討されるようになったのをうけて、それに連動され、存在論、特に人間の存在についての研究の必要性が要請されるようになった。この人間の存在を説く拠り所として、かつては「死せる犬」と評されたヘーゲルの哲学（特に弁証法について）にも再びスポットが当てられるようになったものである。
しかし、新ヘーゲル主義は、ヘーゲル哲学の全体を再構築することではなく、歴史的世界の総体的な把握という形でヘーゲルが必要とされたものである。つまり、当時多様に変貌していった社会事情に呼応して、ディルタイなどの生の哲学と共に世界観・歴史的な人間の生の把握にヘーゲルが必要とされたのである。このように、ヘーゲル哲学の全体の再構築という活動ではないことも関連して、学派のようなまとまったものではなかった。また、新ヘーゲル主義の運動も、ドイツのみならず、イギリス、イタリア、フランスなど諸外国にも波及したことも特徴である。このヘーゲル哲学の再興というべき運動は、ひとつはこの時期第一次世界大戦が勃発し、ヨーロッパ全土が戦渦に巻き込まれ、ヘーゲルの歴史哲学・国家哲学・政治哲学とナショナリズムが結びついたという、政治的要因があることも事実であるが、それよりも純粋にヘーゲル哲学の重要性が再び認識されて、ドイツ観念論の各種文献研究が活性化され、カント以降、ヘーゲルに至るドイツ観念論の哲学が近代哲学の重要な一時期であったという、現代の哲学研究でも認知されている評価がこの時期に確立されたことのほうが大きな成果であろう。

## ドイツにおける誕生と衰退
新カント派の運動は、かつてカントの哲学からヘーゲルに至る観念論哲学が展開されたのと同じように、次第にヘーゲル哲学にも目を向けるように促していった。このヘーゲル再生の運動は、1870年代になって徐々に始まり（完全に廃れていたわけではない、19世紀後半もヘーゲル研究は行われていた）、1897年に哲学史家クノー・フィッシャーの『ヘーゲルの生涯と著作と教説』を刊行し、ディルタイがこの書評でヘーゲル研究の必要性を説いたことより、直接的な契機となった。つづいてディルタイは1905年に『若きヘーゲル』を刊行、ヘーゲル復興の起爆剤となる。また新カント派のヴィンデルバントは、ハイデルベルク大学の総長就任演説において「ヘーゲル主義の復興」と題した講演を行った。この演説は、ヘーゲル復興の流れが哲学史のひとつの動きとして位置付けられたとものとして捉えての演説であった。
この流れは文献研究にも大きな刺激を与えた。カント全集の刊行が発達したのを受けて、ヘーゲル全集の刊行も再び活性化されたのも、新ヘーゲル主義の運動の賜物である。ヘーゲルの未刊行のものも含んだ、ゲオルク・ラッソンによる哲学叢書版の刊行、ヘルマン・グロックナーによるヘーゲル全集の復刻版の刊行などヘーゲルの著作の刊行などが挙げられる。また、多かれ少なかれドイツ観念論を研究するにあたっての必読書ともいえるニコライ・ハルトマン著『ドイツ観念論の哲学』、リヒャルト・クローナーの『カントからヘーゲルまで』の著作もこの時期に出版されたものであり、この新ヘーゲル主義の一連の運動と密接だったということは言うまでもない。ヘーゲルの没後100周年にあたる1930年には、ヘーゲル国際連盟 (Internationaler Hegel-Bund) が結成され、ドイツ以外のヘーゲル学者との交流もあったが、ナチスが台頭するにつれ、徐々に変質され、消滅していった。ヘーゲル研究が三度活性化されてくるのは、第二次世界大戦後から現在にかけてであるが、これは本項で語られるべきものではない。（→現代のヘーゲル研究）

## ドイツ以外の新ヘーゲル主義
ドイツでは、上記のようにヘーゲル復興がひとつのドイツ哲学史の流れとしてあったが、「復興」であったのはかつてのヘーゲルの弟子たちなどで構成されていた1830年代のヘーゲル学派が唯物論的な立場に向かい、観念論哲学が没落したという経緯があるからである。しかし、ドイツ観念論自体、ドイツ語圏外ではもともと「外国」の思想であったので、国によって違うがヘーゲルの没後10～20年あたりになって初めてヘーゲル哲学の移入、そしてそれの発展という形が一般的であったので、諸外国にしてみれば「復興」という形ものでもなかったといえるのである。ヘーゲル哲学に対する受け入れづらさなども含めての各種評価・発展も各国の精神風土を反映して様々な形をとったのである。以下の項では各国の事情に触れる。

### イタリア
イタリアでは、ベネデット・クローチェとジョヴァンニ・ジェンティーレの二人が代表的である。19世紀中ごろには、アウグスト・ヴェラがすでにヘーゲル哲学を移入していたが、当時のイタリアの実証主義的な精神風土ゆえに、ヘーゲル哲学に対して批判的な哲学者も多かった。しかし、ヴェラに引き続いてフランチェスコ・デ・サンクティス、ベルトランド・スパヴェンタ、アントニオ・ラブリオーラといったナポリで活躍する哲学者たちによって新ヘーゲル主義は徐々にイタリアに定着していき、その後のクローチェとジェンティーレによって、20世紀前半には新ヘーゲル主義が（新観念論というかたちで）イタリア哲学の主流を占めるに至った。

### オランダ
オランダでは、ボーランドが代表的である。エドゥアルト・フォン・ハルトマンの影響の元でヘーゲル研究を行い、数々の注釈を行った。

## 新ヘーゲル主義のメンバー
ここでは、多かれ少なかれ新ヘーゲル主義に関係する人物を挙げるが、必ずしも新ヘーゲル主義運動のみに業績があるわけではない。ドイツ国外ならば、カント研究も兼ねている場合が多かったし、ドイツ国内においても本来なら、新カント派に属されるべき人物もいるし、哲学他の分野にも業績のある人物や歴史学・政治学にも業績がある人物(むしろそちらの業績のほうが大きい場合もある)もいるので、留意されたい。

### 新ヘーゲル主義運動のきっかけになった人物
- ヴィルヘルム・ディルタイ:『若きヘーゲル』など。解釈学、生の哲学。
- エドゥアルト・フォン・ハルトマン:1870年代に、ヘーゲル主義復興の兆しを指摘していた。
- ユリウス・エビングハウス:『相対的・絶対的観念論』(1910)
- ヴィルヘルム・ヴィンデルバント:新カント派。
- ヘルマン・ノール:ディルタイの弟子。初期ヘーゲル研究に業績。

### ドイツにおける新ヘーゲル主義
- ゲオルク・ラッソン
- リヒャルト・クローナー
- ヘルマン・グロックナー
- ユリウス・ビンダー
- カール・ラーレンツ
- フランツ・ローゼンツヴァイク
- ハンス・フライヤー
- エドゥアルト・シュプランガー
- ジークフリート・マルク
- アルトゥール・リーベルト
- テオドール・リット
- マルティン・ブッセ
- テオドール・ヘリング
- オトマール・シュパン
- ハンス・ヴェルツェル
- カール・シュミット

### イタリアにおける新ヘーゲル主義
- ベネデット・クローチェ
- ジョヴァンニ・ジェンティーレ
- アウグスト・ヴェラ
- フランチェスコ・デ・サンクティス
- ベルトランド・スパヴェンタ
- アントニオ・ラブリオーラ
- ドナト・ヤーヤ
- カルロ・コスタマグナ

### オランダにおける新ヘーゲル主義
- ゲラルドゥス・ヨハネス・ボーランド
- ヤコブ・ヘーシング
- バルトゥス・ヴィゲルスマ

### イギリスにおける新ヘーゲル主義
- ジョン・マクタガート
- バーナード・ボザンケ
- ジョン・ケアード
- エドワード・ケアード上記ジョンとは実の兄弟。
- トーマス・ヒル・グリーン
- リチャード・バードン・ホールデン
- ウィリアム・ウォレス
- ジェームス・ハチソン・スターリング
- フランシス・ハーバート・ブラッドリー
- アンドリュー・セス
- ジェームズ・セス
- アルフレッド・ノース・ホワイトヘッド

### フランスにおける新ヘーゲル主義
- アレクサンドル・コジェーヴ
- アレクサンドル・コイレ
- ジャン・ヴァール

### その他の地域の新ヘーゲル主義
- ジョサイア・ロイス（アメリカ）
- ジョン・ワトソン（カナダ）
- ヨハン・ヤコブ・ボレリウス（スウェーデン）
- マルクス・ヤコブ・モンラッド（ノルウェー）
- ヨハン・ルードヴィグ・ハイベルク（デンマーク）
- アウグスト・チェスコフスキー（ポーランド）
- ボリス・ニコライビッチ・チチェリン（ロシア）
- ミハイル・イリン（ロシア）
- 小野清一郎（日本）
- 団藤重光（日本）

## 文献
- Fundamental Wisdom of the Middle Way (Garfield)